# اداگانتی
اداگانتی (به انگلیسی: Adaganti) در هند است که در کارناتاکا واقع شده‌است.